# Белградский трамвай
 Белградский трамвай — крупнейшая трамвайная система в Сербии, которая начала свою работу в 1892 году.

## История
В 1891 году завершились переговоры между муниципалитетом Белграда и компанией Pericles Cikos из Милана о строительстве трамвайной системы в Белграде. Компания из Милана получила монополию на трамваи и освещение в Белграде. По контракту предусматривалось строительство общей протяженностью 21 км. 
Первый белградский трамвай был введен в эксплуатацию 14 октября 1892 года и проезжал через центр города, от Калемегдана до Славии. Первоначально лошади использовались в качестве движущей силы, а первая линия с электрификацией была введена в эксплуатацию в 1894 году. К концу 1905 года все линии были электрифицированы. В 1912 г. в Белграде было восемь трамвайных линий, по которым в том году было перевезено 7 500 000 пассажиров. Первая и Вторая мировые войны сильно повредили трамвайную систему, но оба раза ее восстанавливали.
Еще в 1938 году заговорили о планах строительства метро. В 1970-х годах появились новые проекты Белградского метрополитена, но в 1982 году были отклонены, поскольку было принято решение о расширении уже существующей трамвайной сети. В 1985 году было проложено 45 км новых рельсов, и трамваи начали перевозить пассажиров в Нови-Београд через реку Сава.
Модернизация системы началась в конце 2000-х годов, а последние изменения были в 2010 году.

### Расписание трамвая в период 1892—1914 гг.
Трамваи начинали своё движение около 5 часов утра (в зависимости от линии), а заканчивали около десяти вечера, а в воскресенье — в одиннадцать.

### Трамвайные линии до Второй мировой войны
В 1938 г. в Белграде было три основных маршрута трамвая.

## Система
Трамвайная система Белграда имеет общую длину 127,3 км и 14 трамвайных линий:
- : Пристаниште — Памятник Вуку — Пристаниште[8]
- : Омладински стадион — Славия — Кнежевац (до 3 декабря 2012 доходила до Ташмайдана)
- : Калемегдан — Устаничка
- : Ташмайдан — Устаничка
- : Устаничка — Блок 45
- : Устаничка  — площадь Славия — Баньица 3
- : Баньица — Блок 45
- : Калемегдан — Баньица
- : Калемегдан — Блок 45[9]
- : Омладински стадион — Ташмайдан — Баново Брдо (до 3 декабря 2012 проходила через площадь Славия)
- : Баново Брдо — Блок 45
- : Устаничка — Баньица

| Тип         | Количество          | Нумерация |
| ----------- | ------------------- | --------- |
| Tatra KT4   | 146                 | 201-420   |
| Düwag Be4/6 | 28                  | 601-628   |
| CAF Urbos 3 | 30                  | 1501-1530 |
| Tatra T4    | 1 (не используется) | 1004      |

Галерея белградского трамвая
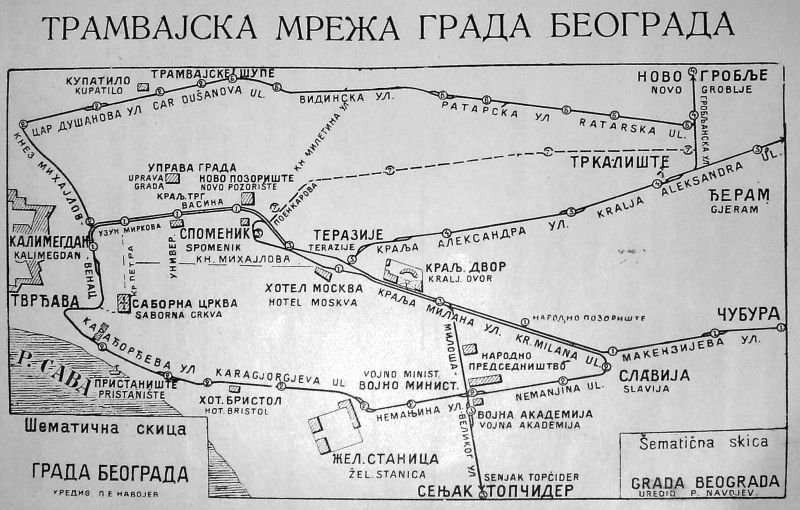
Карта Белградского трамвая 1908 года
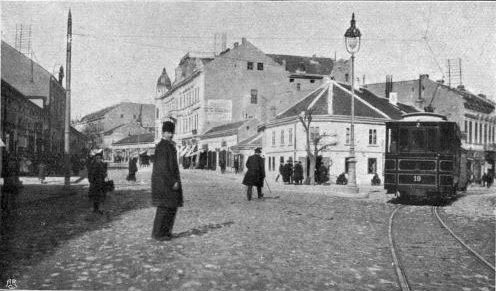
Трамвай на улице Князя Михаила, 1906 год
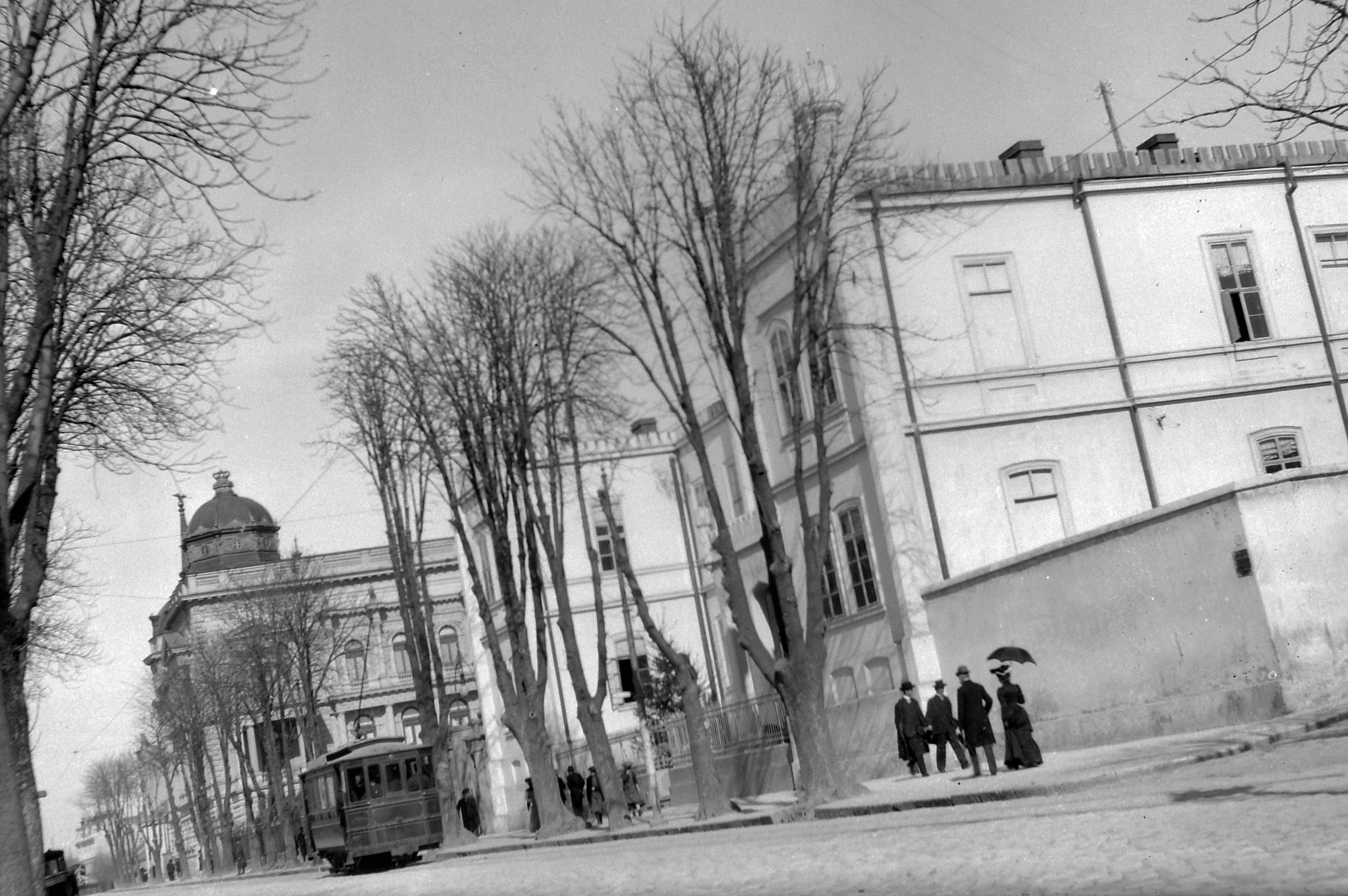
Трамвай на улице короля Милана, 1906 год
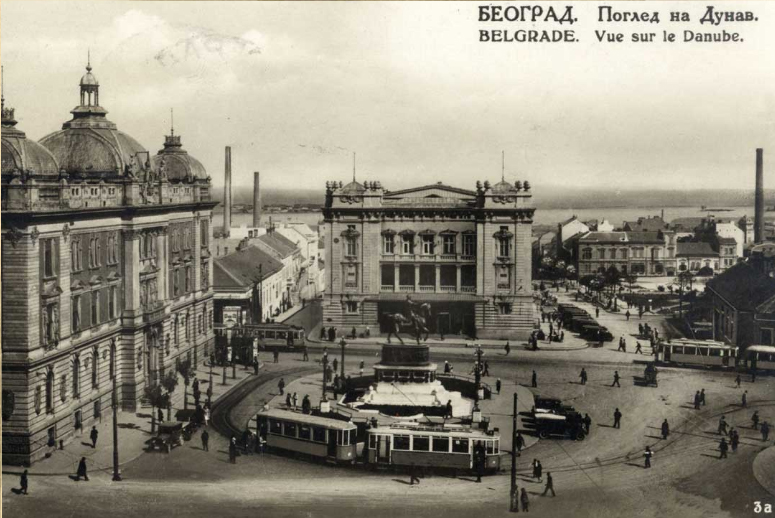
Поворотный подъезд трамвая на Театральной площади в Белграде в 1920-е годы
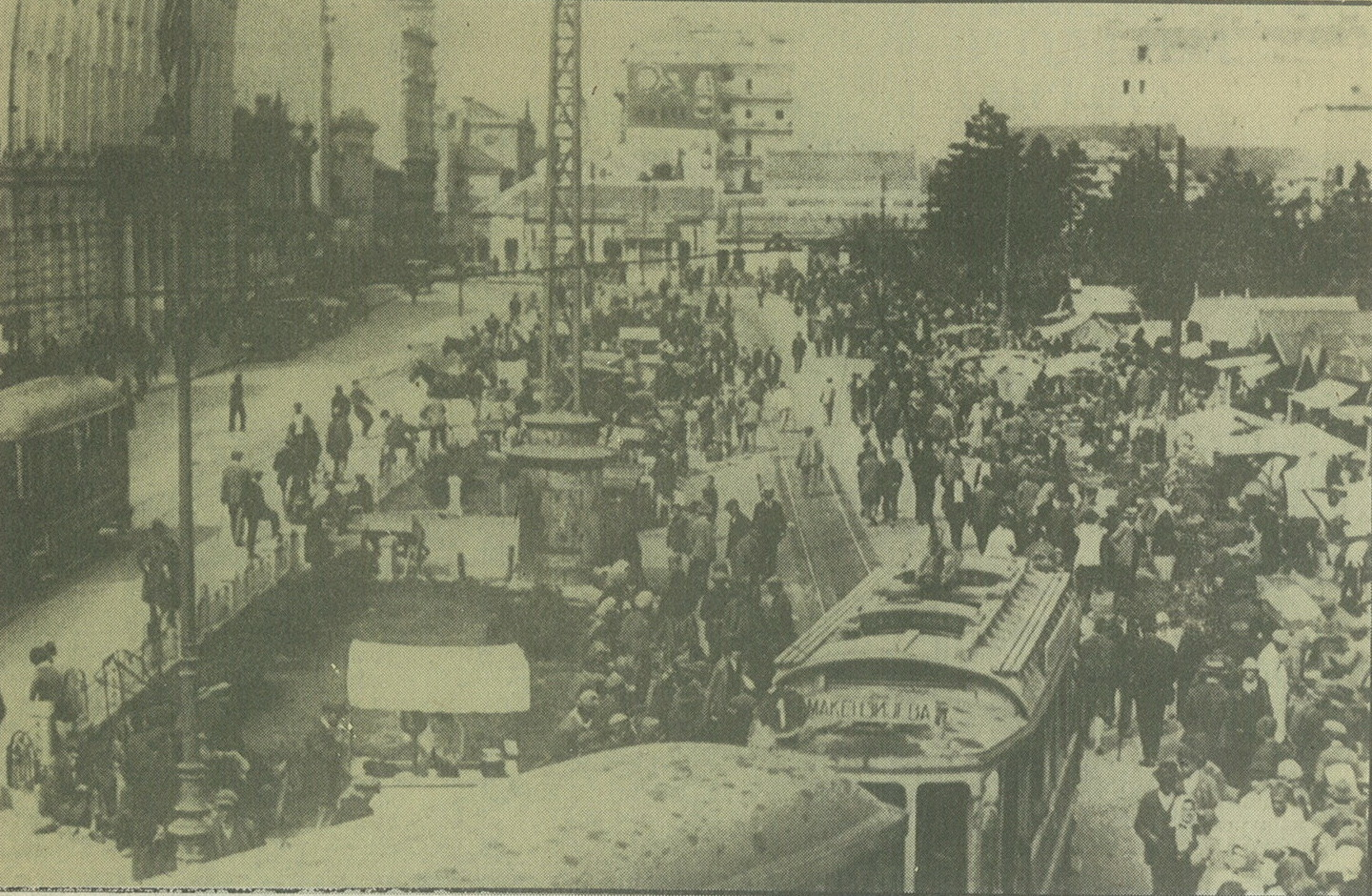
Поворотная площадка трамвая на Студенческой площади с видом на Большой рынок
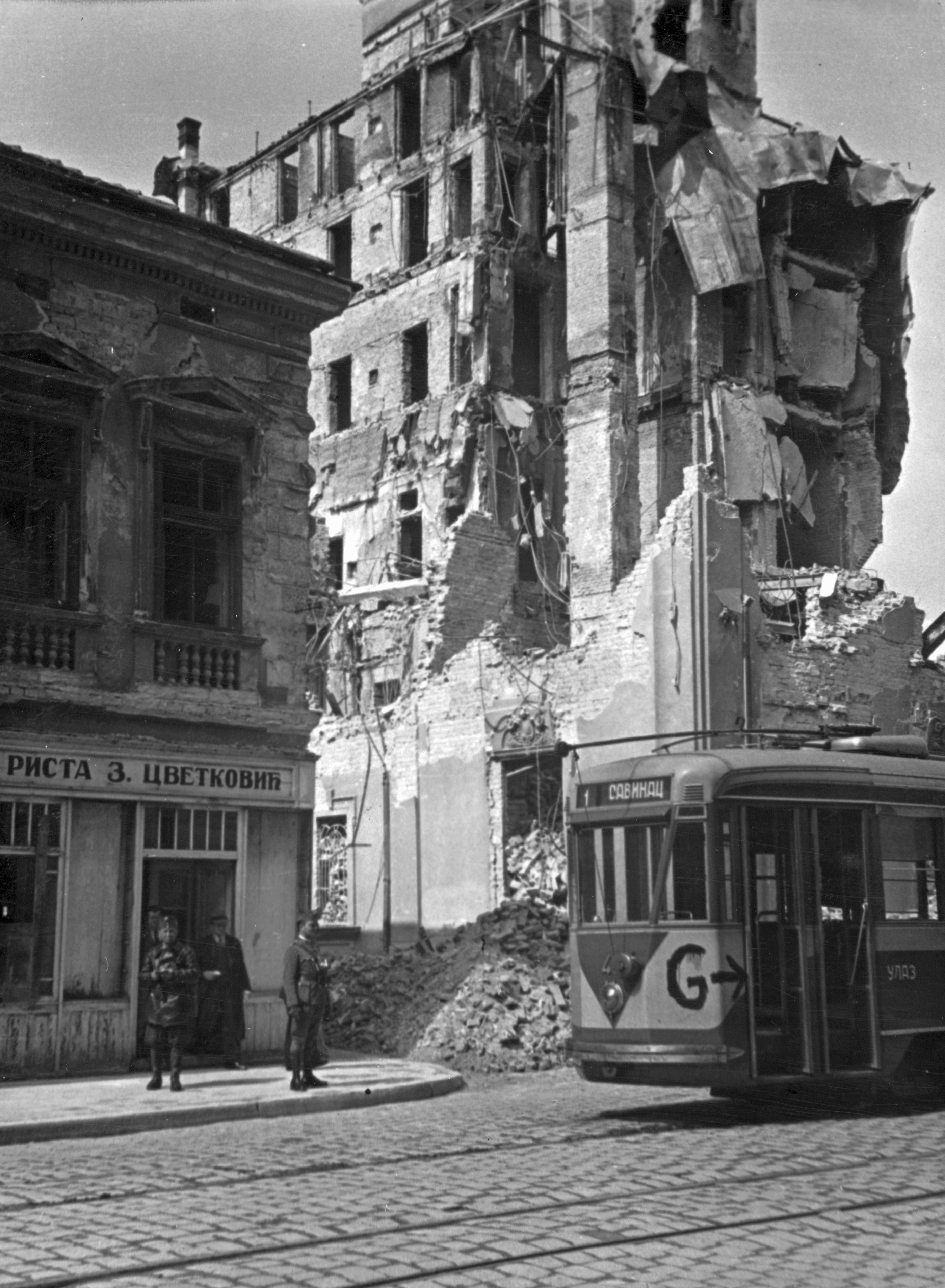
Трамвай на улице Узуна Миркова, 1941 год
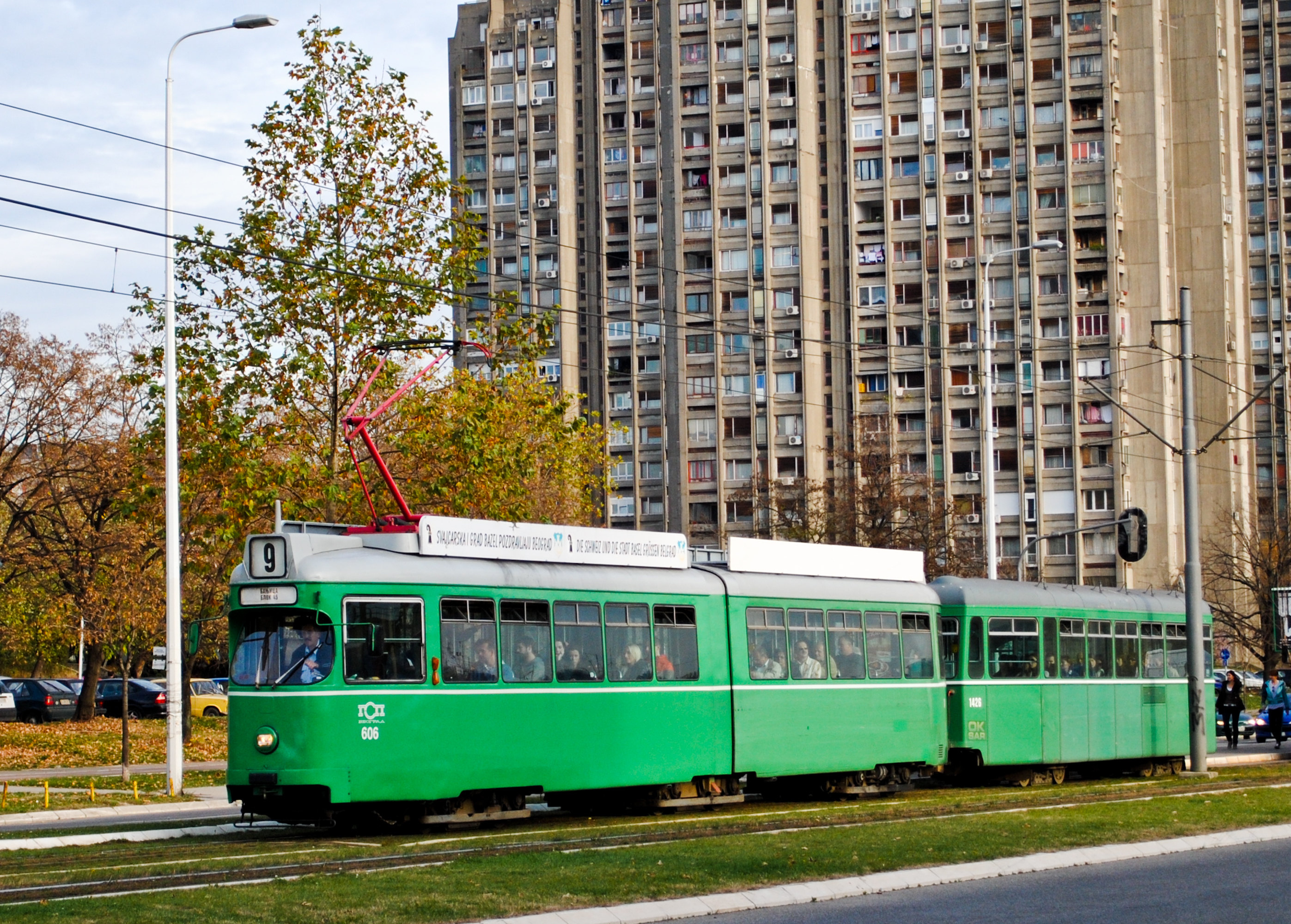
Düwag Be4 / 6
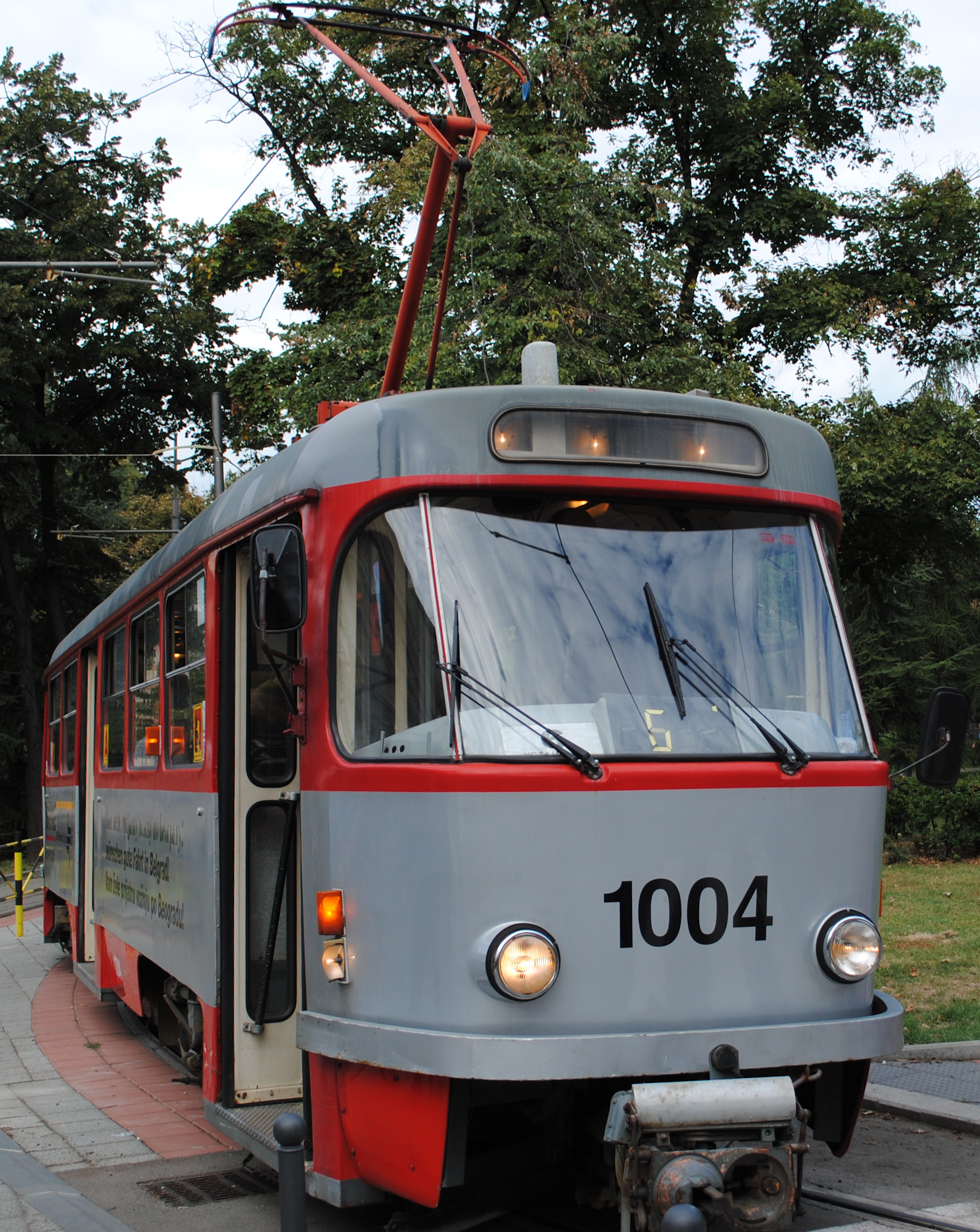
Tatra T4
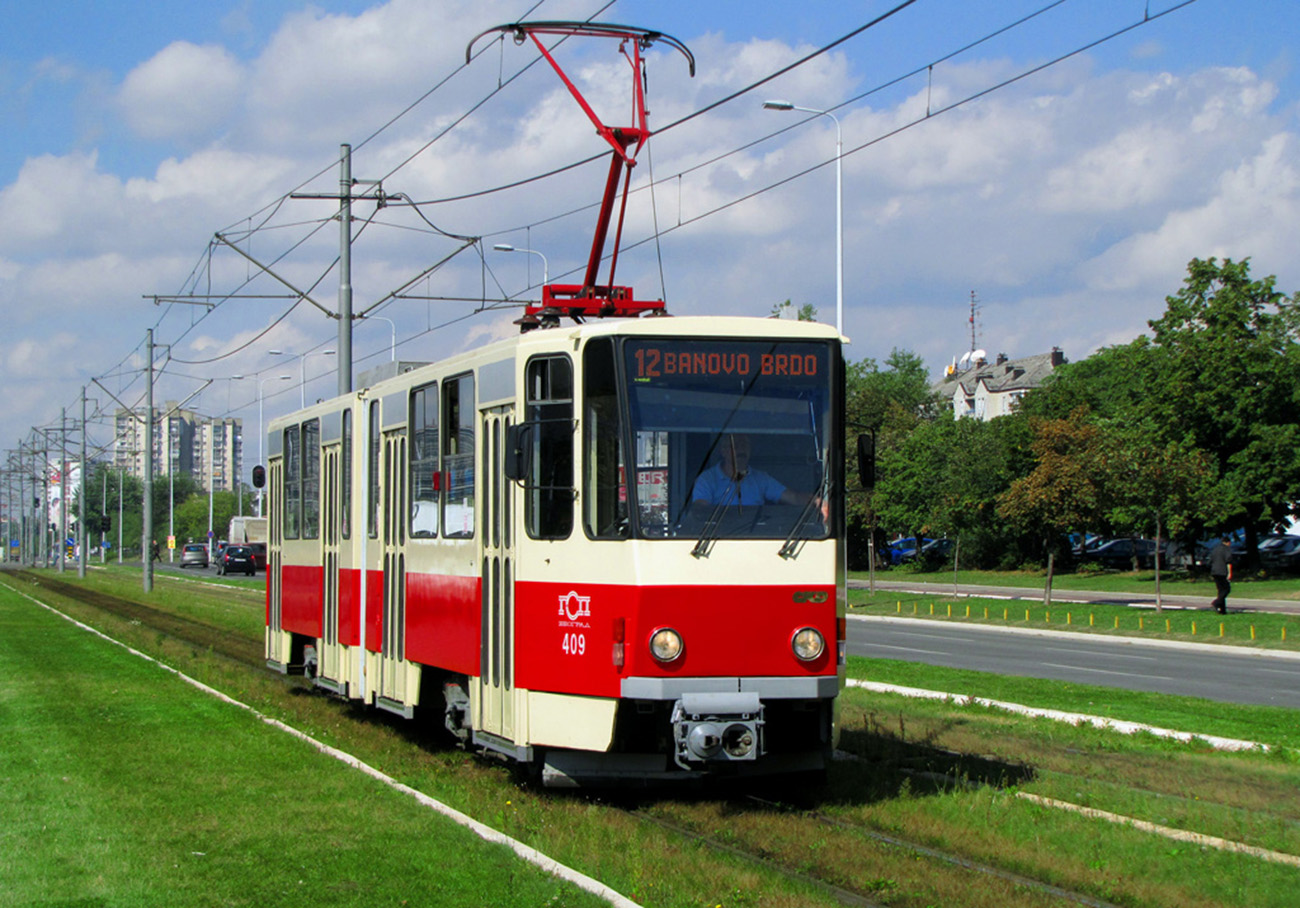
Tatra KT4
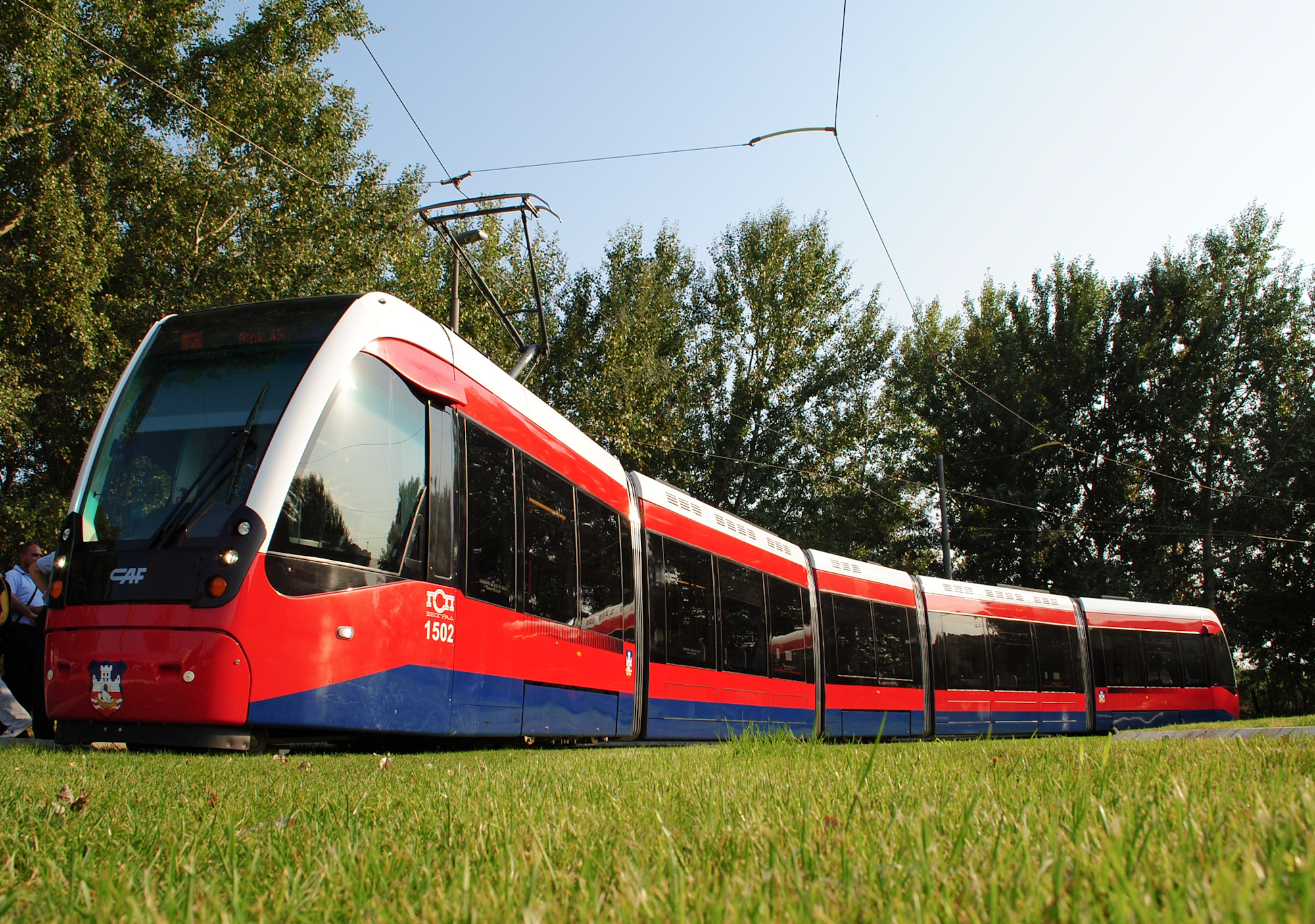
CAF Urbos 3